# جوزيف لين (عازف كمان)
جوزيف لين (بالإنجليزية: Joseph Lin)‏ هو عازف كمان أمريكي، ولد في 1978.